# جان اوتسموبور
جان اوتسموبور (انگلیسی: Jon Otsemobor؛ زادهٔ ۲۳ مارس ۱۹۸۳) بازیکن فوتبال اهل بریتانیا است.
از باشگاه‌هایی که در آن بازی کرده‌است می‌توان به باشگاه فوتبال شفیلد ونزدی، باشگاه فوتبال لیورپول، باشگاه فوتبال هال سیتی، باشگاه فوتبال کرو آلکساندرا، باشگاه فوتبال میلتون کینز دونز، باشگاه فوتبال نوریچ سیتی، باشگاه فوتبال بولتون واندررز، باشگاه فوتبال ساوت‌همپتون، باشگاه فوتبال روترهام یونایتد، باشگاه فوتبال ترانمره راورز، و باشگاه فوتبال کرو آلکساندرا اشاره کرد.